# Kalifornien-Rundfahrt 2007
Die 2. Kalifornien-Rundfahrt fand vom 18. bis 25. Februar 2007 statt. Das Straßenradrennen wurde in einem Prolog und sieben Etappen über eine Distanz von 1031,2 Kilometern ausgetragen.
Die Rundfahrt wurde von der amerikanischen Firma Amgen gesponsert, welche 1985 erstmals künstliches EPO entwickelte.

## Etappen
| Etappe    | Tag         | Start – Ziel                  | km    | Etappensieger   | Führender       |
| --------- | ----------- | ----------------------------- | ----- | --------------- | --------------- |
| Prolog    | 18. Februar | San Francisco (EZF)           | 3,1   | Levi Leipheimer | Levi Leipheimer |
| 1. Etappe | 19. Februar | Sausalito – Santa Rosa        | 155,7 | Graeme Brown    | Levi Leipheimer |
| 2. Etappe | 20. Februar | Santa Rosa – Sacramento       | 187,2 | Juan José Haedo | Levi Leipheimer |
| 3. Etappe | 21. Februar | Stockton – San José           | 152,2 | Jens Voigt      | Levi Leipheimer |
| 4. Etappe | 22. Februar | Seaside – San Luis Obispo     | 215,2 | Paolo Bettini   | Levi Leipheimer |
| 5. Etappe | 23. Februar | Solvang (EZF)                 | 23,5  | Levi Leipheimer | Levi Leipheimer |
| 6. Etappe | 24. Februar | Santa Barbara – Santa Clarita | 169,6 | Juan José Haedo | Levi Leipheimer |
| 7. Etappe | 25. Februar | Long Beach                    | 124,7 | Iván Domínguez  | Levi Leipheimer |

## Teams
| - Discovery Channel - T-Mobile Team - Liquigas - Gerolsteiner - Quick Step-Innergetic - Navigators Insurance | - Predictor-Lotto - Jelly Belly - Priority Health - Slipstream-Chipotle - Colavita-Sutter Home - Team CSC | - Rabobank - Health Net-Maxxis - Crédit Agricole - Toyota-United - BMC Racing Team - USA Cycling National Development Team |